# جاناتان مارای
جاناتان مارای (انگلیسی: Jonathan Marray؛ زادهٔ ۱۰ مارس ۱۹۸۱) یک تنیس‌باز اهل بریتانیا است.